# NAKED LOVE
「NAKED LOVE」（ネイキッド ラヴ）は、日本のヴィジュアル系ロックバンドナイトメアの14枚目のシングル。

## 概要
前作「Lost in Blue」以来約3ヶ月振りのシングル。
3タイプリリースであり、Aタイプには「NAKED LOVE」、Bタイプには「MAD BLACK MACHINE」のビデオクリップを収録したDVDが付属する。それぞれタイアップとなった『魍魎の匣』のアニメ絵柄トレカが封入された。CタイプはCDのみであるが初回生産分のみ全6種のトレカが1枚ランダムで封入された。また巻き帯仕様のアニメステッカーも封入された。
AタイプとBタイプは初回限定生産である。またいずれのタイプにも（Cタイプのみ初回限定生産分のみ）「Lost in Blue」との連動企画の応募券が封入された。また、CD購入者対象の握手会・トークイベント『Nightmare killer show 2008, Winter Special "NAKED CHRISTMAS"』が名古屋・大阪・横浜で開催された。

## 収録曲
1. NAKED LOVE
  - 日本テレビ系アニメ『魍魎の匣』エンディングテーマ

作詞：YOMI 作曲：咲人
2. MAD BLACK MACHINE
作詞・作曲：RUKA